# Corazón traicionado
Corazón traicionado es una telenovela venezolana producida por RCTV Producciones entre 2015 y 2016 con una historia original de Martín Hahn.
Protagonizada por Yelena Maciel y Cristóbal Lander y las participaciones antagónicas de Caridad Canelón, Gonzalo Velutini, Juan Carlos Gardié y Patricia Amenta. Cuenta además con las actuaciones estelares de Norkys Batista, Aroldo Betancourt y Julio Alcázar. 
Las grabaciones comenzaron el 23 de noviembre de 2015 en Caracas, y concluyeron durante la tercera semana del mes de julio de 2016.

## Sinopsis
Una madre es capaz de hacer cualquier cosa por un hijo. Eso es precisamente lo que piensa Lorena García (Yelena Maciel) cuando le secuestran a su pequeño de 5 años para conminarla a que cometa un crimen. Todo comenzó la noche en que Lorena descubrió que Guillermo, su marido, es un sicario y que había fallado en un atentado que le hiciera Marco Aurelio Corona, prestigioso abogado de la ciudad. Como una medida desesperada Guillermo Páez (Ángel David Díaz) y su jefe deciden llevarse al niño de Lorena, obligándola así a trabajar como enfermera en la casa del abogado con la intención de matarlo.
Para Lorena es un paso peligroso, podrían descubrirla, pues ella trabajó para esa familia en el pasado ayudando a su hermana de la casa de campo de los Corona. De eso hace 15 años, ella era una niña y se había enamorado platónicamente de Alberto Corona Sotillo (Cristóbal Lander), hijo del prestigioso abogado. Lorena se los confesó y Alberto prometió que cuando creciera, él se casaría con ella. Ahora ya es una mujer y el destino la enfrenta con el amor de su vida, pero bajo unas circunstancias terribles. Viene, bajo amenaza, a colaborar con la muerte del padre de Alberto y al parecer no tiene otra alternativa; forma parte de un complot donde se asesinarán a Marco Aurelio Corona (Aroldo Betancourt). El destino cumple su parte, Alberto se enamora de Lorena.
Muere Marco Aurelio, de un disparo directo al corazón, Alberto quiere hacer justicia; descubrir quién está detrás de la muerte de su padre. Lo único que lo reconforta es el gran amor que siente por Lorena. Lo que para ella es un amor imposible se convierte en la única salida que tiene para encubrir su relación con el asesinato.
Lorena y Alberto logran casarse a pesar de las negativas de Gertrudis Sotillo de Corona (Caridad Canelón), madre de él. Pero su felicidad es corta porque se descubre toda la verdad. Alberto siente el precio de la traición de las dos mujeres que más ama, su madre y su esposa. Su madre por ser ella, junto a su tío Claudio Corona (Gonzalo Velutini), los autores intelectuales de la ejecución de su padre; y su esposa, porque las evidencias la señalan como autora material del hecho.
La venganza de Alberto es ineludible. No será hasta que Lorena demuestre su inocencia, que Alberto reflexione y se convenza que ella fue obligada a participar contra su voluntad en el homicidio de su padre. No habrá perdón ni misericordia hasta entonces. Dos seres que se aman tendrán que esclarecer juntos el misterio sobre la muerte del prestigioso abogado, para salvar el amor inmenso que los une.
La historia de Malena Corona Sotillo (Norkys Batista), hermana de Alberto, excelente madre y profesional, casada con Pablo Miranda (Claudio de la Torre), abogado machista que le niega el divorcio acusándola de lesbiana. El embarazo precoz de Virginia Ramírez (Josette Vidal) por parte de Elvis Trejo Sotillo (Alejandro Díaz Iacocca); y los amores disparatados de Ricardo Trejo Sotillo (Ángel Casallas), hermano de Elvis y primos de Alberto y Malena, completan las historias relacionadas con los distintos casos jurídicos que sirven de escenarios para las intrigas y traiciones del corazón.

## Elenco
- Yelena Maciel - Lorena García
- Cristóbal Lander - Alberto Corona Sotillo
- Norkys Batista - Malena Corona Sotillo de Miranda
- Caridad Canelón - Gertrudis Sotillo de Corona
- Aroldo Betancourt - Marco Aurelio Corona
- Julio Alcázar - Don Lucio Trejo
- Estefanía López - Carmen Ramírez
- Gonzalo Velutini - Claudio Corona
- Saúl Marín - Alfonso Valeria
- Josette Vidal - Virginia Ramírez
- Patricia Amenta - Patricia Santana
- Claudio de la Torre - Pablo Miranda
- Ángel Casallas - Ricardo Trejo Sotillo
- Carmen Alicia Lara - Isabel Miranda
- Ángel David Díaz - Guillermo Páez
- Oriana Colmenares - María Bonita Echeverri
- Milena Santander - Paulina Sotillo de Trejo
- Margarita Hernández - María Lourdes Echeverri
- Catherina Cardozo - María Balbina Echeverri
- Violeta Alemán - Nilda Páez
- Juan Carlos Gardié - Pedro Lobo
- Mariú Favaro - Norma Ríos
- Alejandro Díaz Iacocca - Elvis Trejo Sotillo
- Xavier Muñoz - Comisario Omar González
- Graziella Mazzone - María Ángeles Echeverri
- Luigi Luciano Bonilla Dileonardo - José Pablo Miranda Corona
- Fernando E. Márquez Aristiguieta - Ignacio Páez García

### Actuaciones especiales
- Deyalit López - Milena Corona
- Dayra Lambis - Valentina
- Datny Ramírez - Javier Trejo Sotillo
- Hecham Aljad - Alberto Corona Sotillo (joven)
- Oscar Morales - Agente de policía Richard
- Robert Palacios - Preso
- Alejandro Arteaga
- Zoraida Orcial
- Vito Lonardo
- Jorge Palacios - Juez Oscar Montilla
- Patricia Oliveros - Jueza
- Homero Díaz - Cheo
- Samuel Medina - Inspector
- Jesús Barroeta - Aníbal
- Alejandro Mata -  Juez Echeverri
- Carlos Felipe Álvarez - Fiscal Gustavo Clark